# مخطط إي 1
مخطط E1 أو مخطط شرق 1 (بالعبريّة: תוכנית E1) هو مُخطَّط استيطاني إسرائيلي يهدف إلى ربط القدس بعدد من المُستوطنات الإسرائيليّة الواقعة شرقها في الضفة الغربيّة مثل مُستوطنة معالي أدوميم، وذلك من خلال مُصادَرة أراضٍ فلسطينيّة بالمنطقة وإنشاء مستوطنات جديدة.
يمنع المُخطَّط أي توسّع فلسطيني مُحتَمل في القرى الواقعة في هذه المنطقة من خلال تطويقها بالمُستوطنات وإحداث تغيير ديموغرافي ضمن سياسية تهويد القدس بما تُطلِق عليه إسرائيل «القدس الكبرى» والتي تُشكّل مساحتها ما نسبته 10% من مساحة الضفة الغربيّة، والتي تقضي عمليًا على أي احتمال لإنشاء دولة فلسطينيّة مُتَّصلة في الضفة الغربيّة وعاصمتها القدس الشرقيّة.
يخالف هذا المُخطَّط أحكام القانون الدولي التي تحظر نقل سكّان الدولة المُحتلَّة إلى المنطقة الخاضعة للاحتلال، كما تحظر إجراء تغييرات دائمة في داخل المنطقة الخاضعة للاحتلال، ليست غايتها احتياجات أمنيّة أو لصالح السكان المحليين.

## تاريخ
تعود هذا الخُطّة إلى عام 1994 عندما طرحها رئيس الوزراء الإسرائيلي الأسبق إسحق رابين، والتي أقرّها لاحقًا وزير الدفاع الإسرائيلي إسحق مردخاي عام 1997. توقّف تنفيذ الخطّة لفترة في عام 2009 تحت ضغط دولي، إلاّ أن السلطات الإسرائيليّة عاودت العمل بها في 2014، خاصةً بعد إعلان الرئيس الأمريكي دونالد ترامب نقل السفارة الأمريكية إلى القدس في 2018.
لقد بدأت إسرائيل بإنشاء مجموعة من المُستوطنات في هذه المنطقة منذ 1975 بعد احتلالها للضفة الغربيّة في حرب 1967، ومن ضمنها معاليه أدوميم، علمون، كفار أدوميم، ألون، كيدار والمستوطنة الصناعيّة ميشور أدوميم، وبلغ إجمالي عدد المستوطنين القاطنين في هذا التجمّع الاستيطاني 47,500 مستوطن. كما شرعت إسرائيل منذ عام 2001 في تشييد ما لا يقل عن 8,000 وحدة سكنيّة جديدة في هذه المنطقة. ويُقابل هذا وجود 18 تجمعًا بدويًا فلسطينيًا، يضم نحو 3,500 مواطن فلسطيني من قبائل عرب الجهالين، الذين يقطنون المنطقة بعد تهجيرهم عدّة مرّات، كان أولها من النقب في حرب 1948، والذين يواجهون التهجير القسري من منطقة سكناهم.

## المخطط

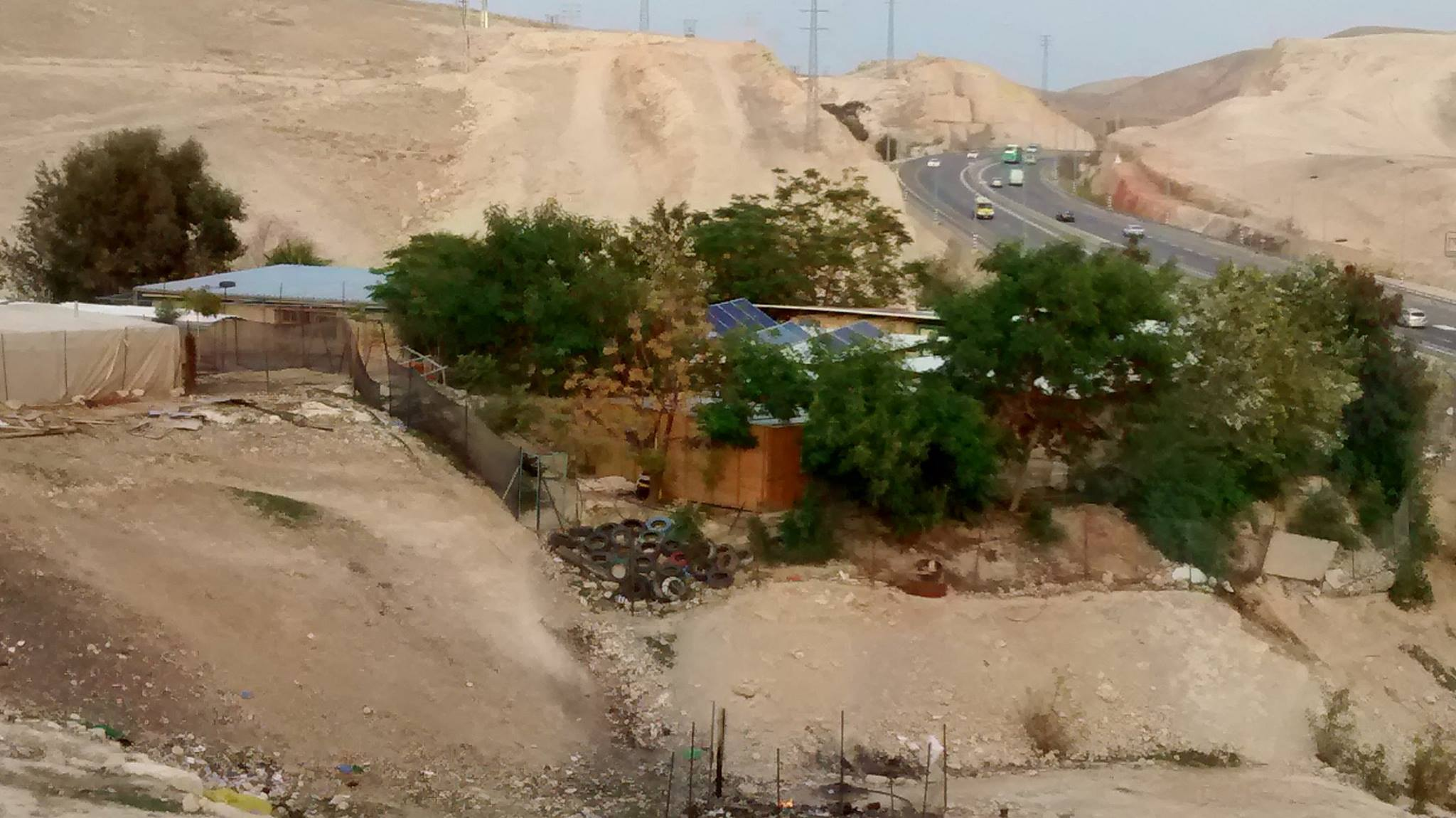
مدرسة في تجمّع الخان الأحمر البدوي المُهَجَّر الواقع على الطريق 1 السريع ضمن منطقة إي 1 شرق القدس.

يتضمّن المُخطَّط إنشاء مُستوطنات إسرائيليّة جديدة تضم 4,000 وحدة ومنطقة صناعيّة وعشرة فنادق ومقبرة كبيرة تمتد على مساحة 12,443 دونم من الأراضي المُصادَرة من قرى عناتا والطور وحزما بالإضافة إلى العيزريّة وأبو ديس، والتي تُعتبر جميعها الامتداد السكاني الطبيعي للفلسطينيين شرق القدس، مما يعني ضم هذه المناطق إلى إسرائيل ضمن ما تسمّيه الأخيرة «أراضي دولة».
تمتد هذه المنطقة الجبليّة في وسط الضفة الغربيّة، ويحدّها من الغرب التلّة الفرنسيّة في القدس، ومن الجنوب الغربي أبو ديس، ومن الجنوب مستوطنة كيدار، ومن الشرق مستوطنة معاليه أدوميم، ومن الشمال مستوطنة علمون. كما تشمل جيبًا صغيرًا يقع شرق مستوطنة معاليه أدوميم على الطريق 1 السريع بين القدس وأريحا، ويضم تجمّعات بدويّة فلسطينيّة مثل الخان الأحمر. تقع جميع هذه الأراضي ضمن مناطق ج حسب اتفاق أوسلو، حيث تخضع للسيطرة الأمنيّة والمدنيّة الإسرائيليّة وتسيطر عليها بلديّة مستوطنة معاليه أدوميم.

## وصلات خارجية
- مخطط E1 وإسقاطاته على حقوق الإنسان في الضفة الغربية، منظمة بتسليم